# Синдром гипоплазии левых отделов сердца
Синдром гипоплазии левых отделов сердца (СГЛОС) или гипоплазия левых отделов сердца (англ. Hypoplastic left heart syndrome) — клинический синдром, который характеризуется наличием таких врожденных пороков сердца, как умеренная или выраженная гипоплазия или атрезия митрального клапана, левого желудочка, аортального клапана и различной степени гипоплазия восходящей аорты.
Поскольку системный выброс целиком зависит от правого желудочка через открытый артериальный проток (ОАП) в аорту, смерть пациентов наступает вследствие закрытия ОАП в первые дни или недели жизни.

## Частота
По данным Национальной сети профилактики врождённых дефектов, врождённые дефекты встречаются примерно у трёх процентов детей, родившихся живыми в Соединенных Штатах. Среди этих дефектов СГЛОС встречается в среднем у одного из 4344 новорождённых, что составляет в общей сложности около 960 новорождённых каждый год в Соединенных Штатах. 